# Décès en février 1986
Décès
- 1982
- 1983
- 1984
- 1985
- 1986
- 1987
- 1988
- 1989
- 1990

Pour une information complémentaire, voir la page d'aide.

| Date       | Nom                   | Activités                                                                     | Âge | Source |
| ---------- | --------------------- | ----------------------------------------------------------------------------- | --- | ------ |
| 7 février  | Cheikh Anta Diop      | historien, anthropologue sénégalais                                           | 62  |        |
| 10 février | Brian Aherne          | acteur britannique                                                            | 83  |        |
| 11 février | Frank Patrick Herbert | écrivain américain                                                            | 65  |        |
| 12 février | Elena Skuin           | peintre soviétique                                                            | 81  |        |
| 14 février | Edmund Rubbra         | compositeur anglais                                                           | 84  |        |
| 17 février | Kikuko Kanai          | compositrice japonaise                                                        | 74  |        |
| 18 février | Václav Smetáček       | hautboïste, chef d'orchestre et pédagogue austro-hongrois puis tchécoslovaque | 81  |        |
| 19 février | Francisco Mignone     | compositeur, pianiste, chef d'orchestre et pédagogue brésilien                | 89  |        |
| 21 février | Jean Dorville         | peintre, dessinateur, lithographe, décorateur de théâtre et poète français    | 84  |        |
| 21 février | Tadeusz Skowroński    | diplomate et essayiste polonais                                               | 89  |        |
| 22 février | Giuseppe Macedonio    | céramiste, peintre et sculpteur italien                                       | 79  |        |
| 24 février | Alain Lachèze         | footballeur français                                                          | 57  | .      |
| 25 février | Slimane Ben Slimane   | médecin et homme politique tunisien                                           | 81  |        |
| 27 février | Gholam Hossein Banan  | musicien et chanteur iranien                                                  | 74  |        |
| 27 février | Pat Beasley           | footballeur puis entraîneur anglais                                           | 72  |        |
| 28 février | Olof Palme            | homme d'État suédois                                                          | 59  |        |